# Når guldfeberen raser
Når guldfeberen raser (originaltitel Paint Your Wagon) er en westernfilm fra 1969 med Lee Marvin, Clint Eastwood og Jean Seberg. Filmen er omskrevet af Paddy Chayefsky baseret på musicalen af samme navn af Lerner and Loewe. Den foregår i en minelejr i Californien under guldfeberen. Filmen blev instrueret af Joshua Logan. Den modtog hovedsageligt negative anmeldelser.

## Handling
Da en vogn falder ned i en slugt, finder Ben Rumson to voksne brødre i slugten. Den ene er død, og den anden har en brækket arm og et brækket ben. Da den først mand bliver begravet, finder man guldstøv i graven. Ben erklærer at området er hans, og adopterer den overlevende bror som "Pardner", mens han udvinder guldet.

## Medvirkende
- Lee Marvin som Ben Rumson
- Clint Eastwood som Sylvester Newel/Pardner
- Jean Seberg som Elizabeth
- Harve Presnell som Rotten Luck Willie
- Ray Walston som Mad Jack Duncan
- Alan Dexter som The Parson
- Tom Ligon som Horton Fenty
- John Mitchum som Jacob Woodling
- Robert Easton som Atwell
- H.B. Haggerty som Steve Bull
- Eddie Little Sky som indfødt
- Roy Jenson som Hennessey

## Modtagelse
Når guldfeberen raser fik hovedsageligt negative anmeldelser. Filmen har 27% positive tilkendegivelser på filmhjemmesiden Rotten Tomatoes, baseret på 15 anmeldelser. Publikum har dog givet den 69%.
Marvins dybe stemme på sangen "Wand'rin' Star," sammen med filmens kor, blev et hit i Storbritannien. Jean Seberg beskrev hans stemme "som regn gurglet ned i et rustent rør". Under et interview på NPR sagde Marvin at sangen også var et hit i Australien, og nogle havde beskrevet den som "Den første 33⅓ [omdrejninger] optaget ved 45."